# 新松田站
新松田站（日语：／ Shin-matsuda eki */?）是一個位於神奈川縣足柄上郡松田町松田惣領，屬於小田急電鐵小田原線的鐵路車站。車站編號是OH 41。

## 概要
本站是與站前東海旅客鐵道（JR東海）御殿場線松田站的轉乘站。另外，御殿場發車直通小田原線的特急「富士山」停靠JR松田站1號月台，雖不停靠本站，但車費計算上算是同一站。

## 歷史
- 1927年（昭和2年）
  - 4月1日 - 開業。為直通班次停靠站。
  - 10月15日 - 新增急行班次，為其停靠站。
- 1944年（昭和19年）11月 - 太平洋戰爭戰況惡化，停止急行班次運行。
- 1945年（昭和20年）6月 - 各站停車延伸至全線，本站為各站停車停靠站。同時廢止「直通」班次。
- 1946年（昭和21年）10月1日 - 新增準急班次，為其停靠站。
- 1949年（昭和24年）10月1日 - 恢復急行，為其停靠站。
- 1955年（昭和30年）
  - 3月25日 - 新增通勤急行班次，為其停靠站。
  - 10月 - 車站北方與御殿場線松田站的連絡線完成。
- 1960年（昭和35年）3月25日 - 新增通勤準急班次，為其停靠站。
- 1966年（昭和41年） - 浪漫特快「箱根」號開始運行，本站為其停靠站。
- 1980年（昭和55年）3月5日 - 新站房啟用。原站房移至向丘遊園（日语：向ヶ丘遊園）作為「鐵道資料館」館舍。
- 2002年（平成14年）3月23日 - 開始急行等列車的增解聯作業。之後本站進行增解聯作業的班次逐漸增加。
- 2004年（平成16年）12月11日 - 新增快速急行、區間準急班次，為其停靠站。本站以西除小田原站外，月台有效長度僅能停靠6輛編組列出，8輛編組的區間準急、各站停車不駛入本站以西。
- 2008年（平成20年）3月15日 - 除部分列車外，急行等增解聯作業廢止。準急運行區間僅至本站。
- 2012年（平成24年）3月17日 - 區間準急不駛入本站。
- 2018年（平成30年）3月17日 - 向丘遊園站一同從浪漫特快停靠站中降格，全部特急列車不停本站。同時廢除本站始發的直通箱根登山鐵道線下行各駅停車列車[2]。

### 站名由來
車站所在地地名為「松田」，但因御殿場線已有松田站，因而命名為「新松田」。地名「松田」是源自於提供寒田神社祭祀料的「祭田」（日语：／）。

## 車站構造
本站為島式月台2面4線地面車站。小田原方向有折返轉向用的Y型軌道。新宿方向有通往JR東海御殿場線松田站的連絡線，特急「朝霧」可透過連絡線與御殿場線直通運轉，另外也用來運送小田急電鐵與箱根登山鐵道的新車（甲種運送）。在上述情形時，日本貨物鐵道（JR貨物）電力機車透過連絡線往新宿方向行駛後再折返至本站。另外，松田站～本站間的行駛是由具有EF65形電力機車駕駛執照的小田急司機負責。
1927年（昭和2年）開業至1970年代後半，本站站房是「復斜屋頂」式建築。
剪票口分為北口與南口2處，站員僅在北口。月台有天橋聯絡，剪票口層～天橋與天橋～月台之間設有電梯。
2012年3月17日起，中間站廢除一般列車的解並聯。
2007年春季，車站剪票層與月台新設列車資訊顯示器。列車資訊顯示器使用全彩LED式。2015年7月加上諺文。

### 月台配置
月台從海側（南側）起為1號月台。
| 月台 | 路線     | 方向 | 目的地                       |
| ---- | -------- | ---- | ---------------------------- |
| 1、2 | 小田原線 | 下行 | 小田原、箱根湯本方向         |
| 3、4 | 小田原線 | 上行 | 相模大野、新宿、千代田線方向 |

- 內側2線（2、3號月台）為主本線，外側2線（1、4號月台）為待避線。
- 午間時段，本站起訖的各停與急行接續。

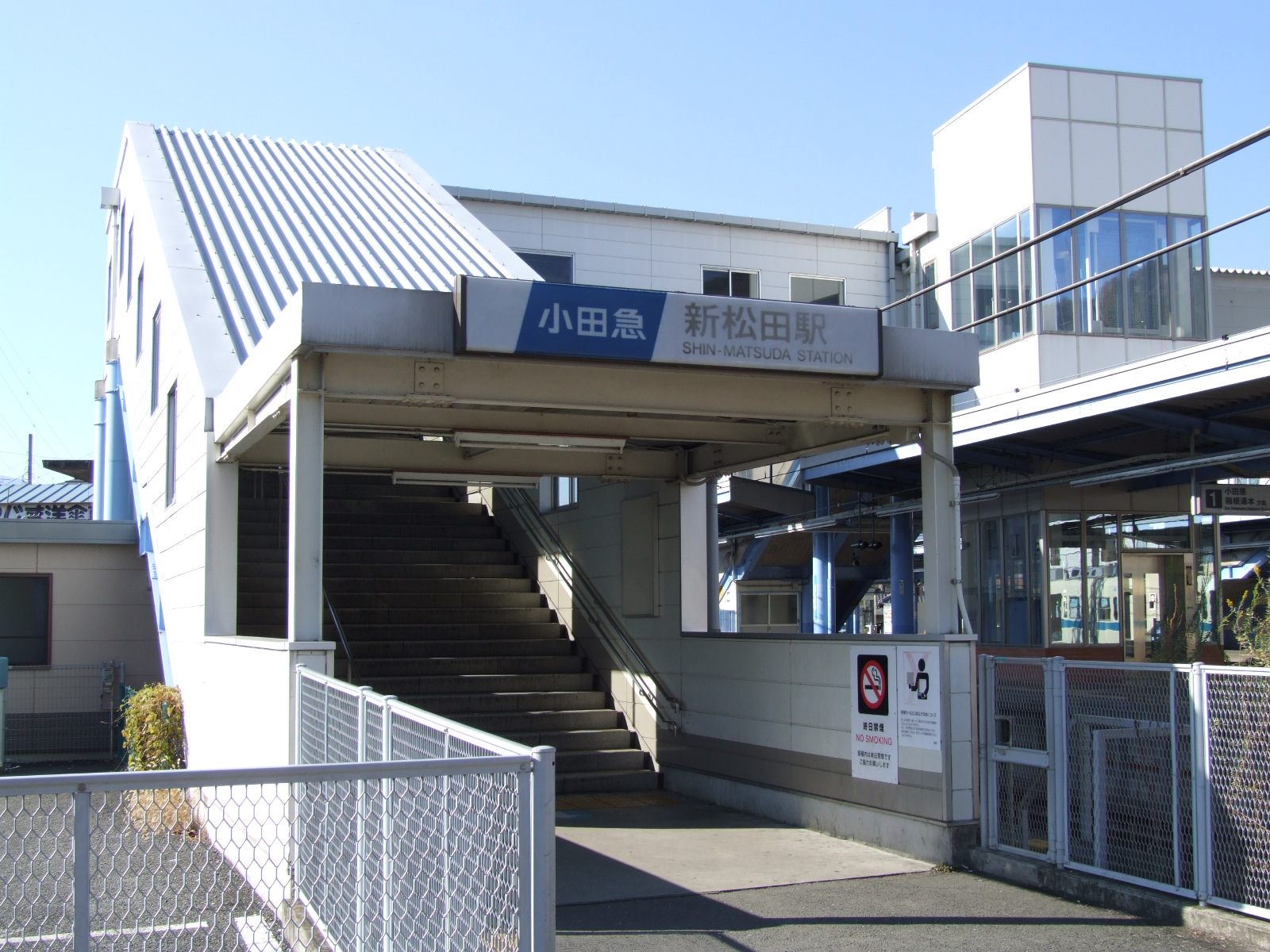
南口（2008年1月6日）
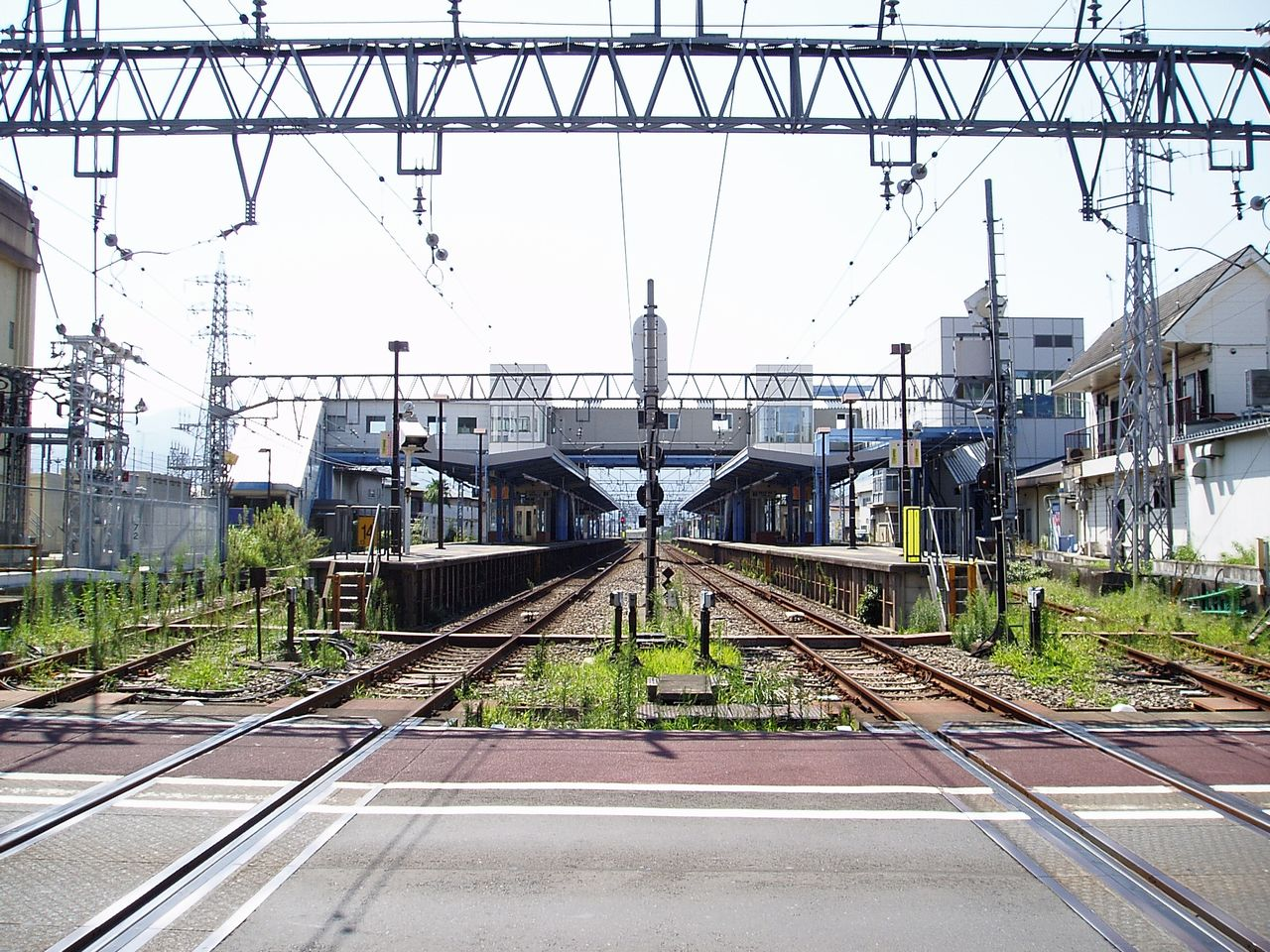
新宿方向所見站內（2008年9月9日）
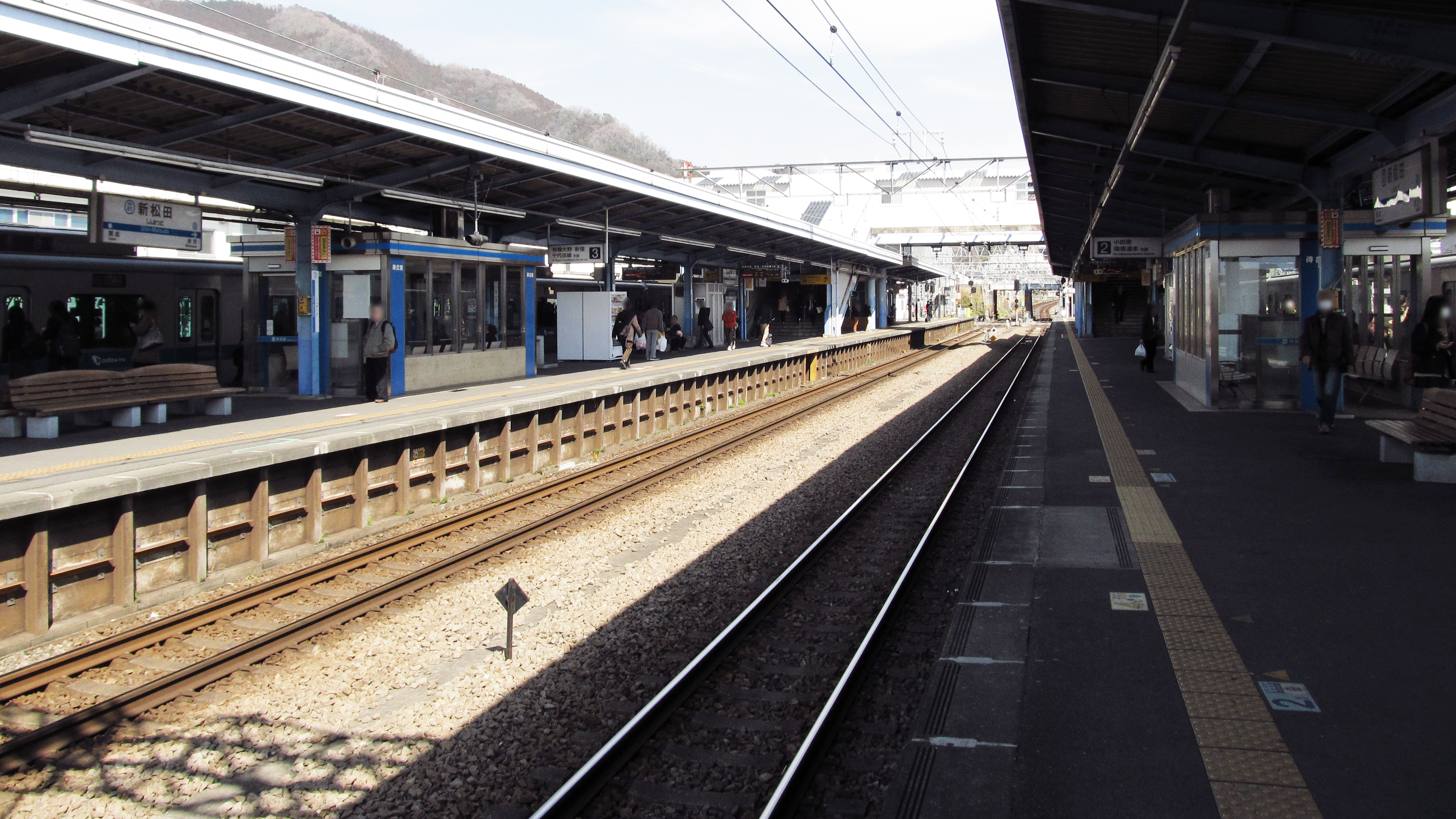
月台（2014年3月4日）
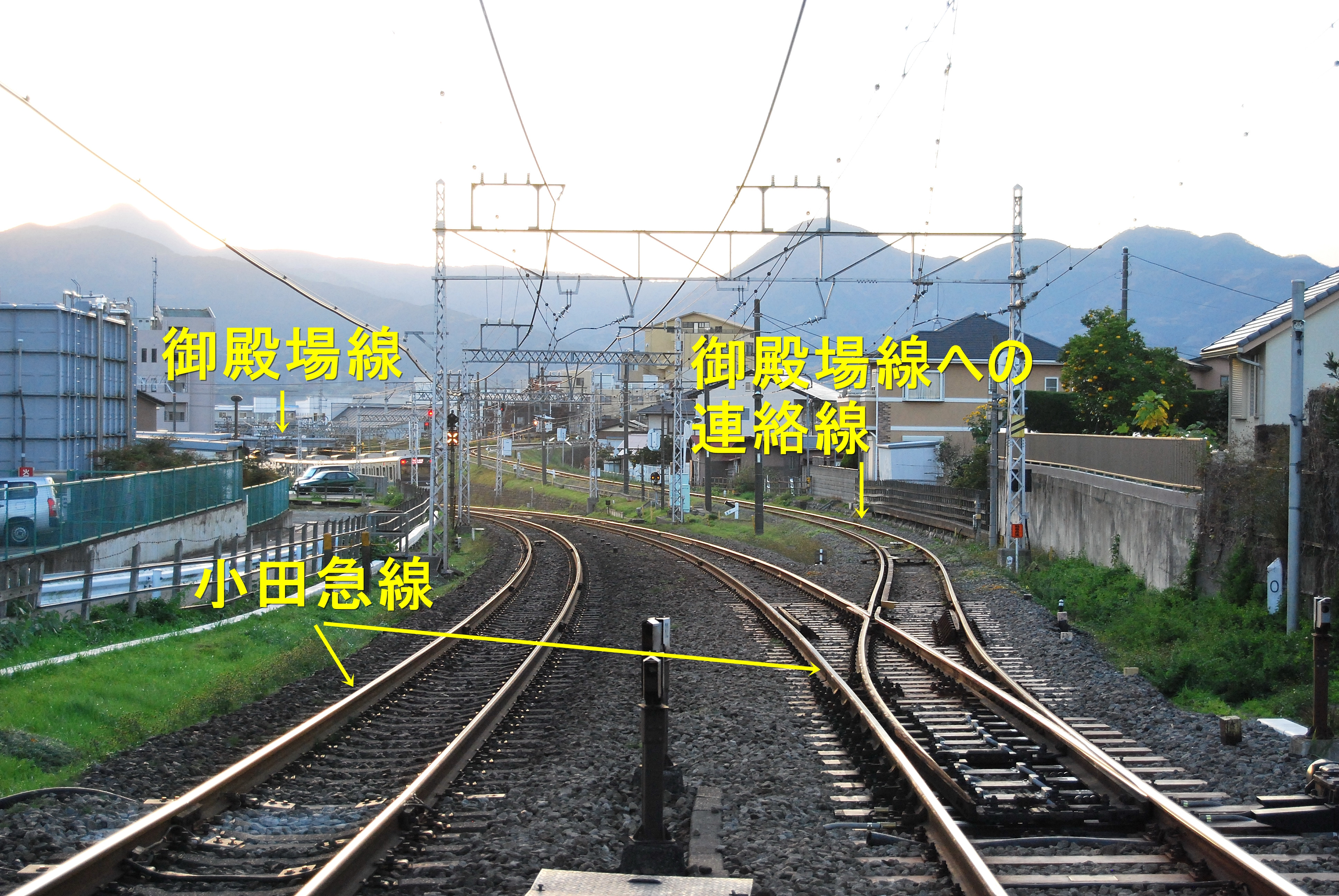
新宿方向往御殿場線的連絡線
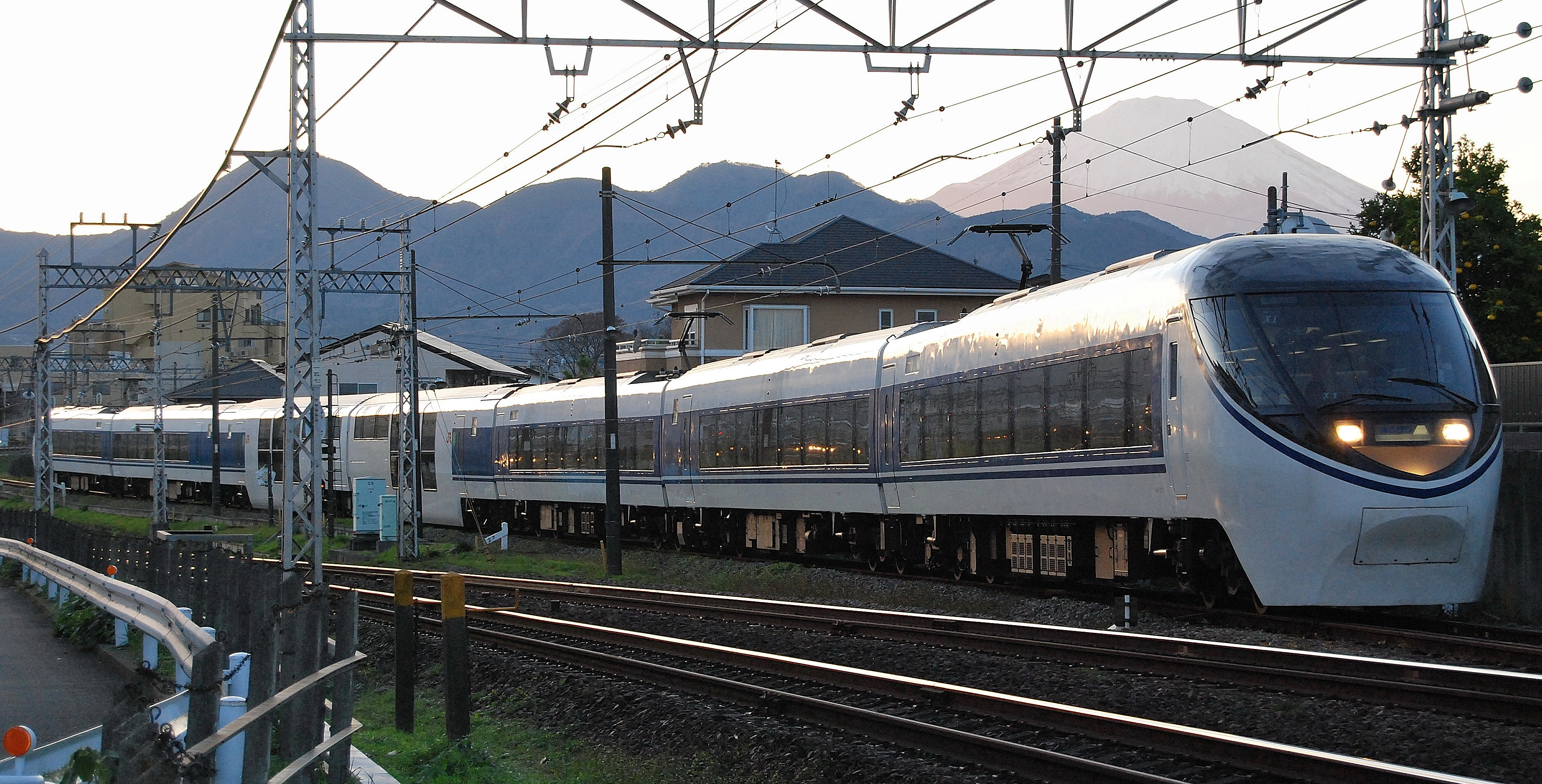
新宿方向連絡線轉入小田急線的特急「朝霧」號（2011年12月4日）

## 使用情況
2017年度1日平均上下車人次為24,238人。小田急線全70站中排名43位。
近年上下車人次、上車人次變化如下表。
| 年度               | 1日平均 上下車人次 | 1日平均 上車人次 | 來源     |
| ------------------ | ------------------ | ---------------- | -------- |
| 1982年（昭和57年） | 27,829             |                  |          |
| 1994年（平成06年） | 29,035             |                  |          |
| 1995年（平成07年） | 29,122             | 14,548           | [ * 1 ]  |
| 1996年（平成08年） | 28,579             |                  |          |
| 1997年（平成09年） | 27,464             |                  |          |
| 1998年（平成10年） | 26,601             | 13,353           | [ * 2 ]  |
| 1999年（平成11年） | 26,255             | 13,138           | [ * 3 ]  |
| 2000年（平成12年） | 26,016             | 13,019           | [ * 3 ]  |
| 2001年（平成13年） | 25,851             | 12,972           | [ * 4 ]  |
| 2002年（平成14年） | 25,487             | 12,797           | [ * 5 ]  |
| 2003年（平成15年） | 25,199             | 12,593           | [ * 6 ]  |
| 2004年（平成16年） | 24,951             | 12,646           | [ * 7 ]  |
| 2005年（平成17年） | 25,024             | 12,713           | [ * 8 ]  |
| 2006年（平成18年） | 25,202             | 12,798           | [ * 9 ]  |
| 2007年（平成19年） | 25,542             | 12,952           | [ * 10 ] |
| 2008年（平成20年） | 25,622             | 12,969           | [ * 11 ] |
| 2009年（平成21年） | 25,395             | 12,866           | [ * 12 ] |
| 2010年（平成22年） | 25,394             | 12,844           | [ * 13 ] |
| 2011年（平成23年） | 24,420             | 12,341           | [ * 14 ] |
| 2012年（平成24年） | 24,179             | 12,218           | [ * 15 ] |
| 2013年（平成25年） | 24,712             | 12,486           | [ * 16 ] |
| 2014年（平成26年） | 24,124             | 12,183           | [ * 17 ] |
| 2015年（平成27年） | 23,304             | 12,479           | [ * 18 ] |
| 2016年（平成28年） | 24,546             | 12,379           | [ * 19 ] |
| 2017年（平成29年） | 24,238             |                  |          |

## 車站周邊
本站位於松田町的市中心，北側有JR東海御殿場線松田站。
道路
- 國道246號
- 國道255號（日语：国道255号）
- 神奈川縣道72號松田國府津線（日语：神奈川県道72号松田国府津線）
- 神奈川縣道77號平塚松田線（日语：神奈川県道77号平塚松田線）
- 神奈川縣道710號神繩神山線（日语：神奈川県道710号神縄神山線）
- 神奈川縣道711號小田原松田線（日语：神奈川県道711号小田原松田線）
- 神奈川縣道712號松田停車場線（日语：神奈川県道712号松田停車場線）
- 東名高速道路大井松田交流道

官公廳、公共設施
- 松田町役場
- 松田町民文化中心
- 松田町體育館
- 松田町健康福祉中心
- 神奈川縣松田警察署（日语：松田警察署）
- 縣西土木事務所
- 松田公共職業安定所（HelloWork松田）

醫療
- 神奈川縣立足柄上醫院（日语：神奈川県立足柄上病院）

公園、其他設施
- me-byo valley “BIOTOPIA”
- 松田山（日语：松田山）
  - 松田山香草園（日语：松田山ハーブガーデン）
  - 西平畑公園
  - 最明寺史跡公園
- 松田城址
- 酒匂川、中津川（日语：中津川 (相模川水系)）、川音川

教育機關
- 立花學園高等學校（日语：立花学園高等学校）
- 松田町立松田小學校
- 松田町立松田中學校

郵局、金融機關
- 松田郵便局（日语：松田郵便局）
- 松田惣領郵便局
- 橫濱銀行松田支店
- 中川西湘農業協同組合（日语：かながわ西湘農業協同組合）松田支店
- 相模信用金庫（日语：さがみ信用金庫）松田支店
- 駿河銀行（日语：スルガ銀行）松田廣場出張所

神社佛閣
- 寒田神社（日语：寒田神社）
- 延命寺（日语：延命寺）
- 神山神社（日语：神山神社）

企業
- 大井第一生命館大樓（日语：ブルックスホールディングス大井事業所）
- 第一生命新大井事業所
- 富士急湘南巴士（日语：富士急湘南バス）
- 第一生命保險株式會社湘南支社松田營業辦公室
- 日本生命保險相互會社（日语：日本生命保険相互会社）松田營業部
- 住友生命保險相互會社（日语：住友生命保険相互会社）町田支社新松田支部

### 巴士路線
站前的巴士站有北口剪票口正面的箱根登山巴士巴士站與剪票口左側的富士急湘南巴士巴士站。巴士站名皆為新松田站。編號從站房側起算。

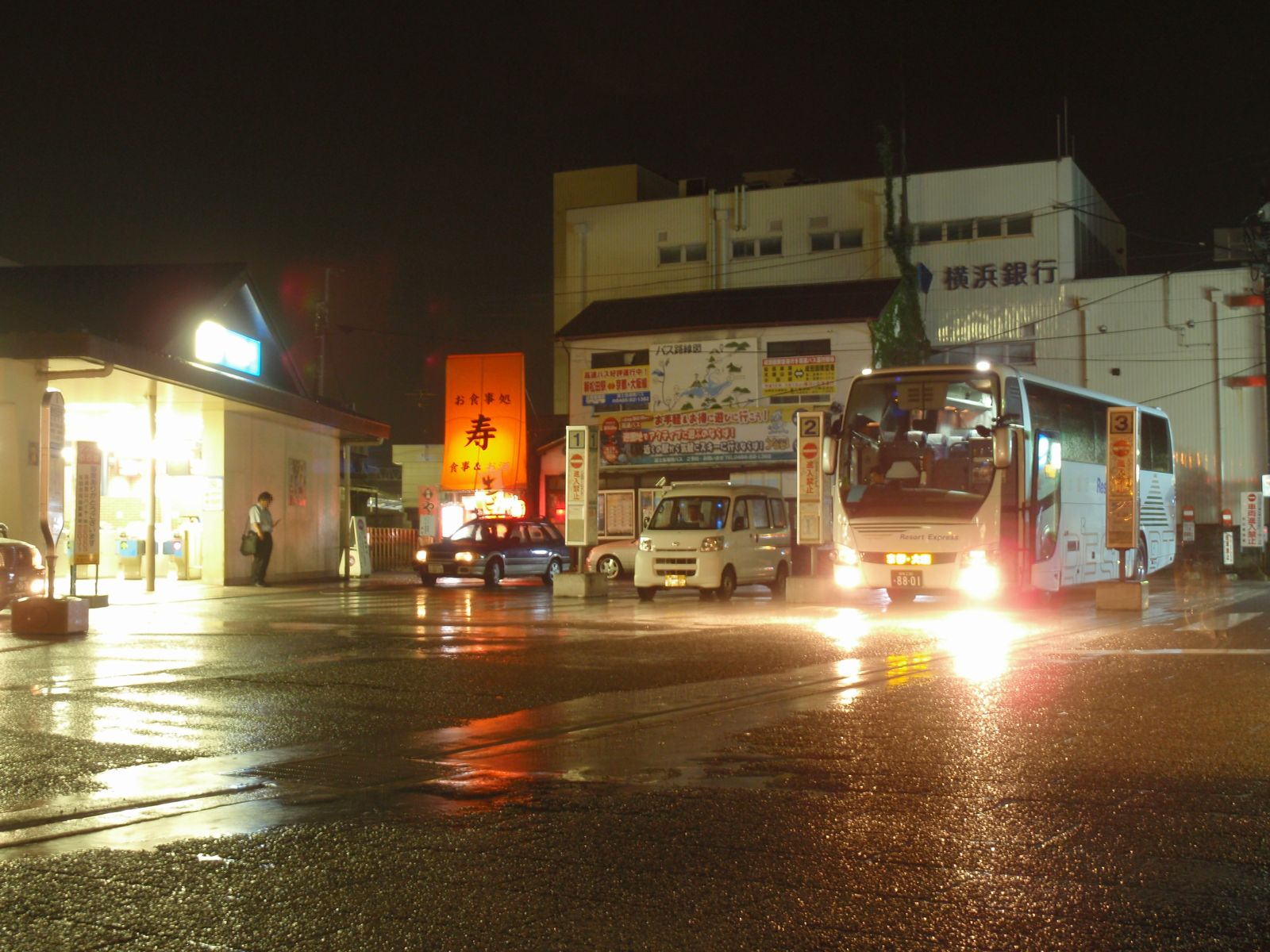
夜行高速巴士「金太郎號」

- 箱根登山巴士

| 乘車處    | 系統                                         | 主要行經地                                   | 目的地                                       | 備註                                         |
| --------- | -------------------------------------------- | -------------------------------------------- | -------------------------------------------- | -------------------------------------------- |
| 1號乘車處 |                                              | 新道                                         | 關本（大雄山站）                             | 平日僅1班行經五反田 平日僅1班行經竹松        |
| 1號乘車處 |                                              | 新道、關本（大雄山站）                       | 富士軟片西門                                 | 1日2～7班                                    |
| 1號乘車處 |                                              | 新道、關本（大雄山站）                       | 地藏堂                                       | 上午 平日僅1班行經內山                       |
| 2號乘車處 | （往關本班次中，行經五反田、竹松、下原隧道） | （往關本班次中，行經五反田、竹松、下原隧道） | （往關本班次中，行經五反田、竹松、下原隧道） | （往關本班次中，行經五反田、竹松、下原隧道） |

- 富士急湘南巴士（日语：富士急湘南バス）

| 乘車處    | 系統                       | 主要行經地                                                           | 目的地                             | 備註               |
| --------- | -------------------------- | -------------------------------------------------------------------- | ---------------------------------- | ------------------ |
| 1號乘車處 | 松62                       | 向原（東山北站）、山北站、谷峨站、丹澤湖、中川溫泉                   | 西丹澤自然教室                     |                    |
| 1號乘車處 | 松64                       | 向原（東山北站）、山北站、谷峨站、丹澤湖                             | 中川溫泉                           | 僅平日             |
| 1號乘車處 | 松66                       | 向原（東山北站）                                                     | 山北站                             |                    |
| 1號乘車處 | 松75                       | 向原（東山北站）、山北站                                             | 大野山登山口                       | 僅春、秋季週六日   |
| 1號乘車處 | 松81                       | 向原（東山北站）、南足柄市運動公園（南足柄球場）                     | 朝日啤酒神奈川工場                 | 僅平日             |
| 1號乘車處 | 松102                      | 向原（東山北站）、南足柄市運動公園（南足柄球場）、朝日啤酒神奈川工場 | 大雄山站                           | 僅週六日、暑假期間 |
| 2號乘車處 | 松01                       | 金手、西大井                                                         | 第一生命新大井事業所               | 僅平日             |
| 2號乘車處 | 松02                       |                                                                      | 【急行】第一生命新大井事業所       | 僅平日             |
| 2號乘車處 | 松03                       |                                                                      | 湘光中學校                         | 僅週六日           |
| 2號乘車處 | 松76                       | 湘光中球場、上大井站                                                 | 篠窪                               | 僅平日             |
| 2號乘車處 | 松95                       |                                                                      | 富士靈園                           | 僅週六日           |
| 2號乘車處 | 小11                       | 曾我支所入口、西大友                                                 | 小田原站                           |                    |
| 2號乘車處 | 高速巴士「Highland Liner」 |                                                                      | 富士急高原樂園、河口湖站           | 需確認班表         |
| 2號乘車處 |                            |                                                                      | 富士山須走口五合目                 | 富士登山季時       |
| 3號乘車處 | 松04                       | 下曾我站、千代南                                                     | Dynacity                           |                    |
| 3號乘車處 | 松07                       | 第一生命新大井事業所、BROOK'S COFFEE（ブルックスコーヒー）           | 新松田站                           | 有左迴、右迴班次   |
| 3號乘車處 | 松08                       | BROOK'S COFFEE、湘光中學校                                           | 新松田站                           | 有左迴、右迴班次   |
| 3號乘車處 | 松51                       | 上茶屋、萱沼入口、田代向                                             | 寄（やどりき）                     |                    |
| 3號乘車處 | 松52                       | 神山、萱沼入口、田代向                                               | 寄（やどりき）                     |                    |
| 3號乘車處 | 松53                       | 神山、湯之澤上、萱沼上、長壽橋                                       | 寄（やどりき）                     |                    |
| 3號乘車處 | 松54                       | 上茶屋、湯之澤上、萱沼上、長壽橋                                     | 寄（やどりき）                     |                    |
| 3號乘車處 | 松72                       |                                                                      | 篠窪                               | 僅平日             |
| 3號乘車處 | 松74                       |                                                                      | 休憩之村足柄（いこいの村あしがら） | 僅平日             |
| 3號乘車處 | 松96                       | 篠窪                                                                 | 休憩之村足柄（いこいの村あしがら） | 僅平日             |
| 3號乘車處 | 小14                       | 下曾我站                                                             | 小田原站                           |                    |
| 3號乘車處 | 上21                       | 上大井站入口                                                         | 上大井站                           | 僅平日1班          |
| 3號乘車處 | 國01                       | 上大井站入口、下曾我站                                               | 國府津站                           |                    |
| 3號乘車處 | 夜行高速巴士「金太郎號」   | 京都站、大阪站（東梅田站）、OCAT                                     | 阿倍野橋                           | 與近鐵巴士共同運行 |

## 相鄰車站
小田急電鐵
 小田原線
■快速急行
澀澤（OH 40）－新松田（OH 41）－小田原（OH 47）
■急行、■各站停車
澀澤（OH 40）－新松田（OH 41）－開成（OH 42）

## 外部連結
- 新松田 - 小田急電鐵